# Powiat Nimptsch
Powiat Nimptsch (niem. Landkreis Nimptsch, pol. powiat niemczański) – prusko-niemiecka jednostka podziału administracyjnego, istniejąca w latach 1816-1932, wchodząca w skład prowincji śląskiej (do 1919 r.), a następnie prowincji dolnośląskiej.

## Historia
Landkreis Nimptsch powstał na terenie średniowiecznego księstwa świdnicko-jaworskiego w 1816 r.
W tym samym czasie, w latach 1815-1816 wprowadzono w Prusach jednostkę administracyjną rejencję jako pośredni szczebel administracji pomiędzy prowincją a powiatem. Powiat Nimptsch należał do pruskiej prowincji śląskiej i do nowo utworzonej rejencji ze stolicą w Reichenbach.
W 1932 r. miała miejsce reforma administracyjna, która związana była z działaniami oszczędnościowymi rządu. Rozporządzeniem z dnia 1 sierpnia 1932 r. zlikwidowano powiat Nimptsch. Większą jego część z Nimptsch wraz z okolicami włączono do powiatu dzierżoniowskiego, zaś po kilka gmin do powiatu strzelińskiego, powiatu ząbkowickiego i powiatu wrocławskiego.

## Landraci[3]
- 1870-1871  Hermann Willibald von Studnitz
- 1871-1912  Carl S. M. A. von Goldfus
- 1913-1920  George E. G. Freiherr von Richthofen
- 1920-1920  Günther von Schroeter
- 1920-1931  Paul Seibold
- 1932-1932  Pintzke

## Ludność (1885-1925)
- 1885 r. - 31.656
- 1890 r. - 30.803, z czego ewangelicy: 24.431,   katolicy: 6.339,   wyznanie mojżeszowe: 13
- 1900 r. - 29.254, z czego ewangelicy: 23.441,   katolicy: 5.784
- 1910 r. - 29.127, z czego ewangelicy: 22.467,   katolicy: 6.631
- 1925 r. - 30.239, z czego ewangelicy: 24.011,   katolicy: 6.161,   wyznanie mojżeszowe: 79,   inni chrześcijanie:  26